# WALK INN FES!
WALK INN FES!（）は、鹿児島県で開催される参加型キャンプイン野外ロック・フェスティバルである。
「僕らの街は、僕らで創る。」をスローガンに掲げ、鹿児島市のみならず霧島市の会場でも開催されている。

## 概要
2002年（平成14年）に東北ライブハウス大作戦を立ち上げた、西片明人が主宰するライブサウンドエンジニアチーム「SPC」に参加し、「BRAHMAN」「BEAT CRUSADERS」「the band apart」などのPAを行ってきた音響エンジニアの野間太一が、2011年（平成23年）1月1日に地元鹿児島に帰省し、リハーサルスタジオ「WALK INN STUDIO!（）」を設立。2014年（平成26年）にKEN YOKOYAMAの賛同、出演協力を得て、野間が発起人となり地元鹿児島のバンドや仲間たちと「僕らの街は僕らで創る。」をテーマに鹿児島で野外フェス「WALK INN ROCK FESTIVAL!」を開催。プロのイベント企画会社を使わず、当初は協賛すら募らず開催しているDIYなフェスなため、出演するバンドマンたちがステージを設営し、出番以外の時間は運営まで手伝ってきた。その後も鹿児島のライブハウスのCAPARVO、及びその運営会社であるSR Factory」のサポートの下、フェスを継続している。
地元のミュージシャンが多数出演し、名だたるバンドやアーティストと肩を並べてパフォーマンスするのが特徴で、ロックだけでなく、ジャズ、雅楽、和太鼓など、様々なジャンルのアーティストが参加。元々は「WALK INN ROCK FESTIVAL!」という名称だったが、様々なジャンルが出演するという理由と、名称が長いという理由で2016年（平成28年）からROCKの名称を取って現在の「WALK INN FES!」に変更。会場内には、音楽以外も鹿児島の様々な文化を楽しめるよう鹿児島ゆかりの飲食店やグッズ、アート、アパレル、モニュメント、ダンス、子供たちの経営する店など多彩な催し物が出店、または設置されている。極力、規則や禁止行為を設定せず、参加者が場を自ら考え創り出してきた。第1回に出演したKEN YOKOYAMAからは「血の通った日本一小さな音楽フェス」と称された。
2018年（平成30年）からは西原商会が特別協賛しているが、その協賛金は直接的な運営費には充てず、WALK INN FES!のラッピング広告が施された市電の費用や、フェス用のハリセンに充てられている。
2020年（令和2年）には、新型コロナウイルスの影響でライブ活動が出来ないアーティスト・ライブハウスを支援するため、安田潤司が主催する「安田映像研究所」と組み、YouTubeチャンネルでの企画「WALK INN TV!（）」を始動し、鹿児島のライブハウスCAPARVOからYouTubeで定期的にライブ動画配信を行う。2022年（令和4年）には、安田が監督を務めた後述のドキュメンタリー映画も公開された。
ごみ拾い、ごみステーションのごみ回収、トイレ掃除、テーブル除菌、消毒液の補充、入場時の検温などを会場内で行うボランティアとして、フェスを支えるサポーターチーム「ですです隊」も一般から毎回募集しており、2021年（令和3年）5月5日放送の『てゲてゲ』では、ですです隊が活動する様子を特集。ですです隊の隊長を務めるミュージシャンのノマアキコも、隊長として『てゲてゲ』に出演した他、YouTubeのWALK INN TV!にも、安田やフェスのエグゼクティブ・プロデューサー・野間と共にゲストとして出演。
浄土真宗本願寺派鹿児島教区寺族青少年連盟が主催となり行っている音楽イベントでは、WALK INN FES!を運営するグループの協力を借りて様々な企画を行っており、僧侶で結成された雅楽演奏グループ「雅友会（）」は、同イベントのみならずWALK INN FES!やWALK INN TV!にも出演している。
鹿児島県で開催されるフェス「THE GREAT SATSUMANIAN HESTIVAL」には、WALK INN FES!が推薦する鹿児島のアーティストが出演する枠が開始時間に設けられている。

## 交通アクセス
桜島多目的広場野外ステージでの開催の際は、鹿児島市内から会場へ向かうのには、桜島フェリーを利用するのが最も早い。2018年（平成30年）には、桜島フェリー内でわかまつごうのライブや、事前告知無しでのKEN YOKOYAMAのライブも行われた。
2020年（令和2年）からは、国分駅からバスで20分ほどの場所にある、霧島市国分キャンプ海水浴場でも開催。

## 会場
2014年（平成26年）に鹿児島市の桜島多目的広場野外ステージで初開催されて以降、2019年（令和元年）までは鹿児島市の桜島多目的広場野外ステージにて開催。2020年（令和2年）からは「僕らの街は、僕らで創る。」の次なる段階として、鹿児島県の様々な場所を転々として地域再生にも繋げる遊牧民フェスを目標として、鹿児島市以外での開催を決意。霧島市は、日本で初めて国立公園に指定され、霧島連山の雄大な自然や温泉に恵まれた地であり、鹿児島市につぐ鹿児島県2番目の人口であることから、新たな会場として霧島市国分下井の霧島市国分キャンプ海水浴場で開催予定だったが、新型コロナウイルス感染症の流行で5月から11月へとフェスが延期になる。以降、主に霧島市国分キャンプ海水浴場と南栄リース桜島広場を会場としている。
ステージは、メインステージとなる「WALK INN STAGE」、「じぇっと」の文字が描かれた提灯が印象的な「JET STAGE」、自然と一体と化した「WORABU STAGE」、巨大テントとミラーボールを利用した唯一の屋内ステージ「TENT STAGE」の4つを主として、回を重ねるごとに変化している。過去には「MOUNTAIN STAGE」「MAGMA STAGE」「SHIBA STAGE」などがあった。

## テントエリア
2019年（令和元年）からは、会場内でのキャンプ宿泊も可能となり、若者、子供連れの家族など老若男女問わず、キャンプ宿泊を利用。開始年には、テントエリア利用者が予想を上回り、テントエリアの区画管理が必要と判断され、翌年からはテント券の販売を実施することとなった。
一般的な大型フェスのように、会場とテントエリアが離れていないため、歩いて1分もあればステージに到着できる。

## 歴史

### 2014年
土曜日である2014年（平成26年）8月30日に、桜島多目的広場野外ステージで開催。記念すべき1回目は、雨の中の開催だった。ヘッドライナーとして出演した「KEN YOKOYAMA」がMCで、ウォークインフェスを「血の通った日本一小さな音楽フェス」と形容。
ゲストアーティスト
Ken Yokoyama / the band apart / OVER ARM THROW / FOUR GET ME A NOTS / テスラは泣かない。
地元アーティスト
BLOODY / ぢゃん / The murder case / Oimio / Man in the Books / 下水丸 / LITTLE BOY / 人性補欠 / My Arcade / The Honest rad / 東郷さくらと愉快な仲間 / FEED BACK CYCLONE / あンだんて

### 2015年
日曜日である2015年（平成27年）4月19日、桜島多目的広場野外ステージで開催。台風や雨を避け開催日程を4月に変更したものの、この年も雨だった。
ヘッドライナーの「JOHNSONS MOTORCAR」のステージには「MOUNTAIN HIGH CANDLE」と「saku. Botanical Works」が演出を担当し、鹿児島ならでは独自性を表現。この年から、フェスを支えるサポーターチーム「ですです隊」が発足し、賛同した一般の者がボランティアで参加。出演者も、己の出演していない時間帯などを利用して、事前準備や当日の会場内での運営など、様々な形でフェスをサポートした。
ゲストアーティスト
JOHNSONS MOTORCAR / 射守矢 雄と平松 学 / HUSKING BEE / dustbox / タテタカコ / トーキョーキラー / FAT PROP / HABANA / テスラは泣かない。 / 雨のパレード
地元アーティスト
BACKSKiD / 人性補欠 / 下水丸 / あいまいネイビー / Tabi no Tochu band / BLOODY / ぢゃん / ZOKUDAMS / the new coast / The Pints / ぷぷぷ / D Jazz Session Band / 東郷さくらと愉快な仲間 / サコウリョーマ / ザ・スリーピーズ / My Arcade / monoclaft / The Honest rad / 徒歩圏 / コジマサトコ / 森田くみこ / 東郷さくら / Crayons / Art Building / Glim

### 2016年
2016年（平成28年）5月21日と22日の土日に、桜島多目的広場野外ステージで開催。この年から前夜祭を開催し、実質2日間での開催となる。初めての晴天での開催となったが、雨の替わりに桜島の火山灰が降った。
2016年度の開催発表の際には、鹿児島のアーティスト「下水丸」だけが同時にアナウンスされるという、主催の遊び心によるサプライズもあった。22日にはアメリカ合衆国からMock Orange（英語: Mock Orange）をゲストとして招聘。
ゲストアーティスト
Analogfish / テスラは泣かない。 / bacho / the band apart / The ピーズ / 保利太一 / Mock Orange（英語: Mock Orange） / ROTH BART BARON
地元アーティスト
Art Building / THE HONEST / 鹿児島教区雅友会 / GOOD NEIGHBORS BBC BAND / GLARE SOUNDS PROJECTION / Crayons / koko moon pelli × コジマサトコ / 下水丸 / jzoloft / 人性補欠 / その日暮らし / Tabi no Tochu Band / 東郷さくら / 徒歩圏 / Driveshaft / BACKSKiD / Boogie joe & The Madmen / BLOODY / monoclaft / Yama-Ken / Ray Burnz / わかまつごう / an used pencil / JUNNOS / ZOKUDAMS / ぢゃん / 西 聖夜 / 森田くみこ / テイパーの見た夢 / バルカンフィア

### 2017年
2017（平成29年）年5月20日と21日の土日に、桜島多目的広場野外ステージで開催。この年から、正式に2日間開催となった。開催以来初めて2日間のチケットが完売。前年と同様、快晴だったものの火山灰が降った。
後に、ウォークインフェスではお馴染みとなる「MOJO竹組
」が制作する巨大な竹のオブジェが登場したのも、この年からである。
ゲストアーティスト
BRAHMAN / フラワーカンパニーズ / MONOEYES / OLEDICKFOGGY / KONCOS / HAWAIIAN6 / locofrank / 一人ピーズ / チリヌルヲワカ / MOROHA / ザ50回転ズ / ヘヴンリーボーイズ / テスラは泣かない。 / LOSTAGE / SHIMA / SIX LOUNGE / 突然少年 / 優河
地元アーティスト
ARTS / Art Building / 雅友会 / GLARE SOUNDS PROJECTION / Crayons / 下水丸 / コジマサトコ / The Honest / THE SNUB NOSE / THE 南高スタイル / the NITON / The Pints / The Bogies / THE ACOUSTICS / THE IMPERSONAL / シュレディンガーの嘘 / 人性補欠 / ZOKUDAMS / その日暮らし / ぢゃん / 東郷さくら with きたぞのまゆみ / 徒歩圏 / Tonto / バケツハウス / BACKSKiD / Peace Tone ROCKet’s / ぷぷぷ / BLOODY / 森田くみこ / わかまつごう / -1- ONE［ドラァグクイーン］ / 姫と家来。 / みるきー# / 藍

### 2018年
2018年（平成30年）5月19日と20日の土日に、桜島多目的広場野外ステージで開催。この年も晴れたが火山灰が降る。
ヘッドライナーのKEN YOKOYAMAが2回目の登場。出演後、桜島フェリー内でもライブを行い、たまたま何も知らされずに同じフェリーに同乗していた観客を驚かせた。
ゲストアーティスト
KEN YOKOYAMA / 怒髪天 / ASPARAGUS / フラワーカンパニーズ / サンボマスター / FRONTIER BACKYARD / the band apart / cinema staff / HUSKING BEE / G-FREAK FACTORY / KONCOS / キュウソネコカミ / ジャパハリネット / cooking songs / タテタカコ / 知久寿焼 / くもゆき / tricolor + トシバウロン
地元アーティスト
Art Building / ekaki apes / THE IMPERSONAL with 平田達彦 / GLARE SOUNDS PROJECTION / Crayons / 下水丸 / 人性補欠 / ZOKUDAMS / その日暮らし / ぢゃん / Tonto / なみだ藍 / 南部式 / The Pints / BACKSKiD / 姫と家来。 / ぷぷぷ / BLOODY / PAINT DAY / BON DX / melt into the cream / ラス・ファニーズ / わかまつごう / バケツハウス / 東郷さくら / 押川義一 / The Honest / 雅友会 / クボタトモヒロ / コジマサトコ / 福島大輔 / Miyuna / 森田くみこ / 横山博康 / crest sight / 灰かぶり姫 / ユメジカ / ユメノメ / 音狂ToGuRui / 成田真歌

### 2019年
2019年（令和元年）5月18日と19日の土日に、桜島多目的広場野外ステージで開催。2日間連続で豪雨となった。
この年からは、キャンプ宿泊も可能になった。また「アナログクラウドファンディング」という名の寄付金受付も開始。ゲート付近には、賛同した支援者の幟が並べられた。
ゲストアーティスト
MONOEYES / G-FREAK FACTORY / The Birthday / eastern youth / toe / OLEDICKFOGGY / Dizzy Sunfist / アルカラ / Xmas Eileen / THE NEATBEATS / bacho / テスラは泣かない。 / 突然少年 / SIX LOUNGE / The Firewood Project / SHIMA / 中村佳穂 / スガダイロートリオ / Hatchells / John John Festival / YURAI / みゆな
地元アーティスト
GLARE SOUNDS PROJECTION / 人性補欠 / BACKSKiD / Art Building / ZOKUDAMS / BLOODY / The Pints / 下水丸 / THE ACOUSTICS / その日暮らし / melt into the cream / Tonto / No edge / PAINT DAY / 姫と家来。 / テイパーの見た夢 / ユメジカ / THEまきまきズ / LAG BAG MUSIC ORCHESTRA / The Honest / わかまつごう / ぢゃん / 東郷さくら / 石井宏樹 / 森田くみこ / コジマサトコ / Crayons / まつきよしほ / 音狂 -ToGuRui- / クボタトモヒロ / OHANA楽団 / the perfect me / 雅友会 / 11Back / Dinky Dolls / Unreal / ミエル / よしむらさおり

### 2020年
2020年（令和2年）5月16日と17日の土日に、桜島から場所を霧島市国分キャンプ海水浴場に移して初めてのフェスを開催する予定だったが、新型コロナウイルスの流行により延期となる。
出演予定だったゲストアーティスト
the band apart / UKULELE GYPSY(キヨサク from MONGOL800) / 四星球 / ピーズ / locofrank / SCOOBIE DO / Analogfish / fox capture plan / ケイタイモ(WUJA BIN BIN/ikanimo)×タブゾンビ(SOIL&"PIMP"SESSIONS)×ATSUSHI(Dragon Ash) / BAN'S ENCOUNTER / LIFESTYLE / Sakkaku(空間ビジュアルアートユニット)
出演予定だった地元アーティスト
BACKSKiD / 人性補欠 / ぷぷぷ / 下水丸 / THE ACOUSTICS / DRAMAZ / JASON LI / Tonto / FLYING START' / 姫と家来。 / シュレディンガーの嘘 / THE LITTLE BITCH / バブル次世代 / JAM MONKEY / 一花 / 大和&翔平 / その日暮らし / PAINT DAY / LAGBAG MUSIC ORCHESTRA / OHANA楽団 / THE HONEST / ミエル / 音狂 -ToGuRui- / ぢゃん / わかまつごう / GLARE SOUNDS PROJECTION アコースティック / コジマサトコ / kouki ishii / 西聖夜 / 森田くみこ / まつきよしほ / Zai(The Pints) / junnos / 徒歩圏2 / yu_ki / Sit On the Fence / Sally the Husky / ヨカナカ / nrukuri / The Theater Room
予定していた半年後の11月14日と16日の土日に、霧島市国分キャンプ海水浴場「WALK INN FES! 2020 NEO 国分」として開催。「ソーシャルディスタンスに注意してライブイベントを開催する」という大前提から一歩進んで、「ソーシャルディスタンスを保ちながら、どれだけ美しく楽しい時間を過ごせるか?」を目標として、「ソーシャルディスタンスを自分たちでデザインするライブイベント」を、今後のため、未来のため、僕らの手で創っていきたいという思いから、入場者数を300名に限定して「ソーシャルディスタンスをデザインする。美しく楽しむ。」を新たなテーマに据え開催。
ゲストアーティスト（11月）
フラワーカンパニーズ / UKULELE GYPSY(キヨサク from MONGOL800) / SAKKAKU(空間ビジュアルアートユニット)
地元アーティスト（11月）
GLARE SOUNDS PROJECTION / ARTS / BACKSKiD / 人性補欠アコースティック / ぢゃんシーラカンス / THE HONEST / テイパーの見た夢 / THE LITTLE BITCH / JAM MONKEY / 一花 / 大和&翔平 / わかまつごう / OHANA楽団 / Sally the Husky / The Theater Room / Sit On the Fence / ヨカナカ

### 2021年
2021年（令和3年）4月10日と11日の土日に、霧島市国分キャンプ海水浴場で開催。「密にならない広い野外スペースが身近にあり、都会よりアクションを起こしやすい鹿児島に住んでいる僕らが、チャレンジを続けたい」という思いで、前回同様「ソーシャルディスタンスをデザインする。美しく楽しむ。」をテーマに開催。
ゲストアーティスト（4月）
OAU / the band apart (naked) / locofrank / HAWAIIAN6 / 踊人 ATSUSHI(POWER of LIFE) × 吹人. タブゾンビ(SOIL&"PIMP"SESSIONS) / SAKKAKU(空間ビジュアルアートユニット) / ENLIGHTENS(DRI-Vダンス体操「親子でリズム遊び」) / 好き好きロンちゃん
地元アーティスト（4月）
ARTS / JAMMONKEY / KAZUKA / miserra / OHANA楽団 / Sally the Husky / THE HONEST / Tonto / Zai / ZOKUDAMS / 人性補欠 / その日暮らし / ぢゃんシーラカンス / 音狂ToGuRui / 南部式 / バブル次世代 / わかまつごう
11月6日と7日の土日には、南栄リース桜島広場で開催。当初は南さつま市での開催予定であったが、新型コロナウイルスの感染拡大や、緊急事態宣言及びまん延防止等重点措置の発令など、主催側や会場側にとっても予定していた状態で準備することが難しくなったため、過去に開催経験もある会場での開催となった。前回同様、ソーシャルディスタンスを保ち楽しんでもらうために1日500人限定として「黙っていても声は聴こえる。離れていてもそばにいる」をテーマに「Acoustic WALK INN FES! 2021 in 桜島」という名で開催された。初日は豪雨だったが2日目は快晴となった。
ゲストアーティスト（11月）
フラワーカンパニーズ / 真心ブラザーズ / ROTH BART BARON / わたしのあらたけ(ASPARAGUS 渡邊忍・the band apart 荒井岳史) / 磯部正文(HUSKING BEE) / 蔡 忠浩(bonobos) / 奇妙礼太郎 / SAKKAKU(空間ビジュアルアートユニット)
地元アーティスト（11月）
コザック前田(ガガガSP) × 人性補欠 / ARTS acoustic ver. / ぢゃんシーラカンス × yurai / BACKSKiD × Zai / その日暮らし × わかまつごう / 助(Tonto) × 聖夜 / シュレディンガーの嘘 × MOJOコータロー / テイパーの見た夢 / The Honest / junnos / OHANA楽団 / CLUBモッタン / ですです隊BAND / 有馬悠生(SUCH A TRIFLE) / たまきうさこ / 結惟 / トクダユイ / yura / 眞田龍太郎(解散ホームルーム)

### 2022年
2022年（令和4年）4月9日と10日の土日に、霧島市国分キャンプ海水浴場で開催。2日間とも快晴となり、国分キャンプ海水浴場には初登場となるKEN YOKOYAMAが大トリを務めた。
「会場で出会い、恋をして結婚して家族になって子供を産んだ人もいて、本当の街みたいだなと思います。」との開催メッセージを発表し、同年に劇場公開された映画『素晴らしき日々も狼狽える』でも、そのメッセージ性が込められた。
ゲストアーティスト
Ken Yokoyama / Analogfish/ bacho / HUSKING BEE / S.M.N. / TETORA / BLACK BOTTOM BRASS BAND / ononoimo.co(タブゾンビ × ケイタイモ) / SAKKAKU(空間ビジュアルアートユニット)
地元アーティスト
Jam Monkey / BACKSKiD / 人性補欠 / Tonto / ZOKUDAMS / 下水丸 / その日暮らし / Sally the Husky / 花想い / ANTISTROFI / BLUEDAY’S AWAY(宮崎) / KAZUKA / バブル次世代 / The Theater Room / Zai BAND / eight beat

### 2023年
2023年（令和5年）4月15日と16日の土日に、霧島市国分キャンプ海水浴場で開催。
ゲストアーティスト
奥田民生 / BRAHMAN/ ピーズ / 磯部正文 / 四星球 / yonige / Age Factory / KUZIRA / Maki / SAKKAKU(空間ビジュアルアートユニット) / DRI-V Coordination Dance
地元アーティスト
ARTS / BACKSKiD / GLARE SOUNDS PROJECTION / JAMMONKEY / JASON LI / KAZUKA / OHANA楽団 / Ohno Tamio / Sally the Husky / THE ACOUSTICS / THE LITTLE BITCH / The Pints / Tonto / ZOKUDAMS / 空子 / 下水丸 / 人性補欠 / その日暮らし / ぢゃんシーラカンス / 南部式 / 花想い / 姫と家来。 / ワカマツとタクくん

### 2024年
2024年（令和6年）4月20日と21日の土日に「WALK INN FES!2024 IN LIVEHOUSE」と題し、CAPARVOビルの5階から9階までを使用し開催。初の屋内開催となった。
ゲストアーティスト
the band apart / フラワーカンパニーズ / HAWAIIAN6 / THE NEATBEATS / DOPING PANDA / DOES / ガガガSP / THE STARBEMS / KOTORI / KALMA / BAN'S ENCOUNTER
地元アーティスト
人性補欠 / GLARE SOUNDS PROJECTION / Tonto / FLYING START' / その日暮らし / Slow Motion Daze / debris. / The Hoodies / CHUCKKii / kuromaru. / 島内ズ / ともそだちBAND / チリンバンド / Wiθ / Axolotl / Poly lism

## 映画『素晴らしき日々も狼狽える』
WALK INN FES!の軌跡を追った自主製作のドキュメンタリー映画。2022年（令和4年）9月16日より、鹿児島市の天文館シネマパラダイスで先行公開され、その後、東京、大阪、京都、愛知、岩手、宮城、福島、茨城、神奈川、兵庫、広島、福岡、大分、熊本、宮崎、沖縄など鹿児島県以外でも順次上映された。2023年（令和5年）からはAmazon Prime Video、Hulu、TELASA、U-NEXT、Rakuten TV、YouTube、iTunesなどでも配信されている。
2012年（平成24年）に鹿児島に移住した安田は、フェスという名の街創りに感銘を受け、2018年（平成30年）よりWALK INN FES!に参加。2020年（令和2年）のコロナ禍でフェスが開催延期になったのをきっかけに、映画監督を安田が務め製作を始動。地元の若者たちとカメラを回し、コロナ禍の真っ只中に本作を完成。フェスのテーマと同様に、製作、映画配給、宣伝も安田や実行委員会が自分達の手で行う。
2014年（平成26年）の、第1回からの約10年に亘る活動の軌跡を辿り、野間らスタッフの言葉や、10年にも及ぶアーカイブ映像から多数の出演ミュージシャンのライブシーンやインタビューなどを交えた映像で構成されている。映画の所々で頻繁に登場する謎めいた女性を、塩屋楓優が演じる。総勢130組を超える多数のアーティストが出演するが、権利関係についてはフェスの発起人である野間やWALK INN FES!が、フェスの出演者との関係性を築いてきたことから了解を得た。何年にも渡り撮影されたフェス映画は日本初。